# Nodul rutier Chasse-sur-Rhône
Nodul rutier Chasse-sur-Rhône este un nod rutier între autostrăzile A7, A46 și A47, situat la sud de Lyon, pe teritoriul comunelor Ternay din departamentul Rhône și Chasse-sur-Rhône din departamentul Isère, în regiunea Rhône-Alpes.

## Drumuri deservite
- Autostrada A7, care leagă Lyon de Marsilia;
- Autostrada A46, șoseaua de centură estică a Lyonului, spre autostrăzile A43 (Grenoble/Annecy) și A42 (Bourg-en-Bresse / Geneva);
- Autostrada A47, spre Saint-Étienne.